# Sky island
Pentru romanul lui L. Frank Baum, vedeți Sky Island (roman).

Sky islands, în limba română insule ale cerului, sunt lanțuri montane care sunt izolate prin văi sau prin porțiuni largi, relativ plane, de alte forme de relief, așa cum sunt platouri montane, deșerturi sau câmpii, care prezintă ecosisteme diferite față de cele ale zonele înconjurătoare datorită izolării geo-morfologice și de altitudine.  Rezultatul izolării acestor insule ale cerului este că ele prezintă nu numai ecosisteme diferite, dar și realizarea evoluției în paralel a florei și a faunei într-un mod unic, similar cu evoluția biodiversă și unică a celor din grupuri de insule așa cum sunt Insulele Galapagos.
Unul dintre exemplele cele mai binecunoscute de sky islands o reprezintă grupul Madrean Sky Islands, situat la marginea extrem nordică a munților Sierra Madre Occidental, care se întinde pe o suprafață mare de-o parte și de alta a graniței dintre Statele Unite și Mexic, acoperind porțiuni însemnate din statele americane Arizona și New Mexico, respectiv din statele mexicane Chihuahua și Sonora.  
Geomorfologii similare se pot constata în cazul Muntelui San Jacinto, din California, respectiv a lanțului Munților Spring din apropierea orașului Las Vegas, Nevada, precum și în cazul a numeroase lanțuri montane din statul Nevada.
Alte insule ale cerului binecunoscute sunt pădurile montane ale Marelui Bazin, munții din California cunoscuți ca White Mountains, structurile montane numite Tepui din Venezuela, Brazilia și Guyana, respectiv masivele montane izolate din Africa și din New Guinea.  Câteva exemple din Asia includ Nat Ma Taung ori Muntele Victoria (3.050 m) din vestul Myanmar, Fan Si Pan (3.140 m) din nordul extrem al Vietnamului, respectiv munții din partea centrală a Taiwanului.  Acești munți izolați adăpostesc ecosisteme unice ce conțin ultimele relicve ale florei (și parțial faunei) pale-arctice în mijlocul unor ecosisteme tropicale sau chiar ecuatorile din zona indo-malaeziană. 